# 八里桥市场
八里桥市场，全称通州八里桥交易市场，是一座国家级重点批发市场，位于北京市通州区西北部的永顺镇，通惠河八里桥到筛子庄桥段以北，京承铁路西南，通惠北路以西。市场于1992年8月开业。

## 历史

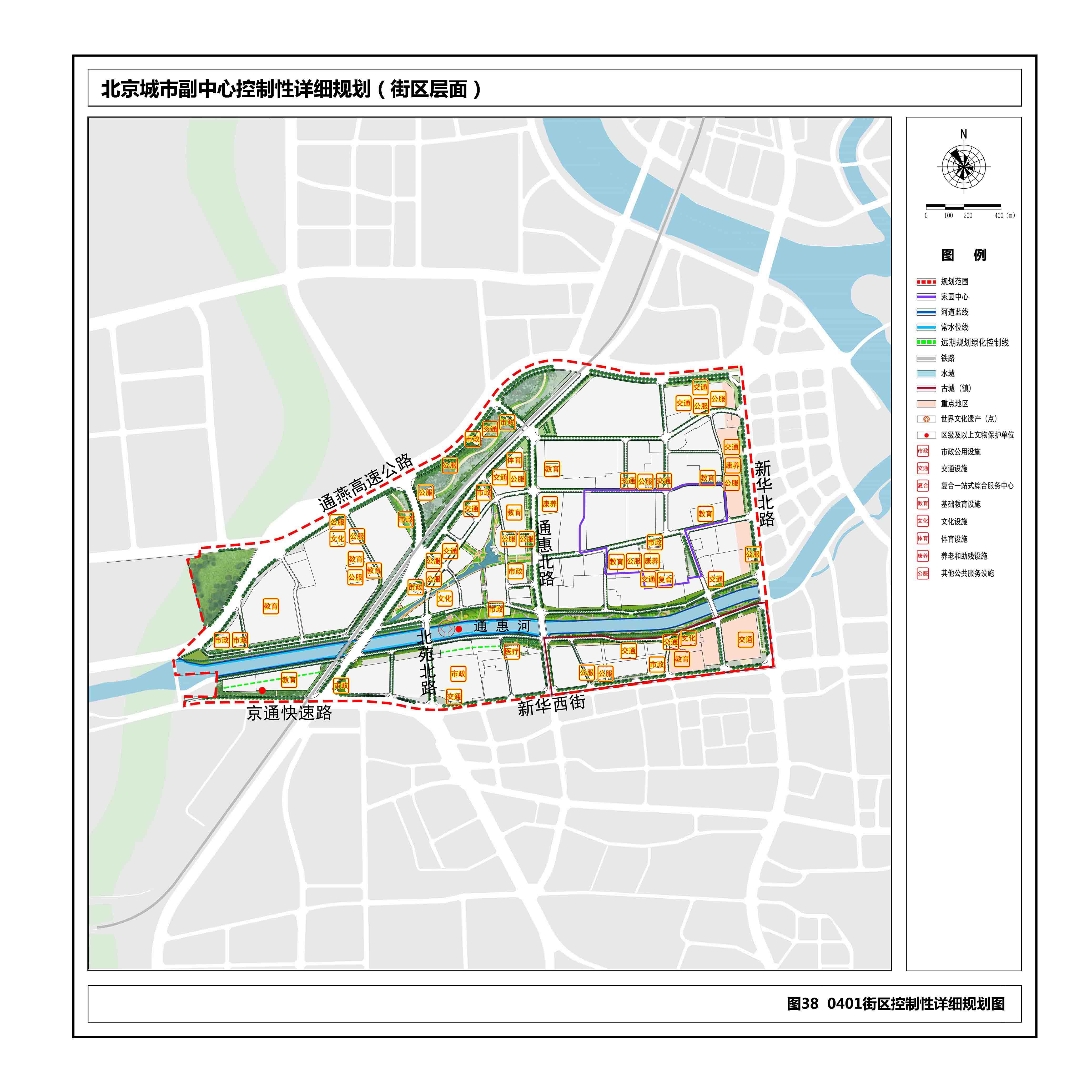
《北京城市副中心控制性详细规划（街区层面）（2016年—2035年）》 0401街区规划图则

明清時期，通州是京東的漕運巨鎮，商業發達。有粮食市、江米店、牛市、鱼市、果子市和瓷器市，其中粮食市是当时北京城区和郊区最大的民间粮食交易市场。通县县委、县政府希望第八个五年计划期间，使通县恢复京东商贸中心地位，于是规划建设了十大市场，八里桥市场就是其中之一。
- 通州八里桥市场一期工程于1992年6月开工，占地面积210亩，建筑面积10万平方米，投入资金2亿多元[3]。
- 1992年8月8日和9月28日，副产品批发交易市场和小商品市场竣工运营[3]。
- 1993年3月，通州八里桥市场二期工程开工[3]。
- 1997年，货物吞吐量超过50万吨，成交额65亿元，交税300多万元，占通州区集贸市场的50%[2]。
- 2002年，八里桥市场在全国2000多家综合性农产品批发市场中,名列第36位；在北京60多家农产品批发市场中，位居第3至4位[5]。
- 2003年8月1日，国务院副总理吴仪在国务院副秘书长徐绍史、国家工商总局局长王众孚、代市长王岐山等陪同下，视察了八里桥市场，听取了八里桥市场关于落实《北京市食品安全监督管理规定》的工作汇报[6][5]。
- 2004年9月26日，国家食品药品监督管理局局长郑筱萸在副市长吉林等陪同下，到八里桥市场检查北京市食品安全工作落实情况。[7]
- 2005年9月26日，中外合资商业试点企业万客隆仓储式超市在通州八里桥市场开业，面积1.2万平方米[8]。
- 2007年，市场投资1000余万元进行鲜肉大厅改造，构建现代化猪肉交易平台[9]
- 2014年4月，北京市委书记郭金龙到通州调研时，提到了八里桥市场属于低端产业，应该外迁[1]。
- 2015年，在通州区第五届人民代表大会上，通州区商务委的负责人介绍，为疏解人口、转移低端产业，八里桥市场将搬迁腾退[1]。其中，零散经营的低端产业，如小商品、建材、汽配等，拟先一步疏解[1]。
- 2016年，作为八里桥集体土地搬迁项目的一期工程的一部分，明珠家具建材市场和里面的小商品市场拆迁，计划建设公园绿地[10]。
- 2020年7月13日起，作为新发地市场疫情后的预防措施，八里桥市场起停止食品零售，批发客需持证入场，不再接待散客[11]。11月，恢复零售业务，凭健康宝绿码可进入购物[12]。
- 2022年2月，因应北京地铁平谷线永顺站建设需要，位于车站选址范围的八里桥农产品批发市场A、B 生鲜零售厅和北侧酒水街关闭，水果蔬菜零售业务此后也搬迁至建材批发市场前的大棚[13]。

## 分区
创建时，市场分为以下区域：
1. 蔬菜瓜果区
2. 粮油饮料区
3. 鱼肉蛋禽区
4. 百货副食区
5. 餐饮服务区
6. 生活区
7. 市场管理区

## 荣誉
- 农业产业化国家重点龙头企业[5]
- 首都文明市场[5]

## 事件
- 市场创建初期，质监部门检查时市场管理人员抵制、包庇，猪肉批发户几乎家家卖注水肉，酒水饮料调味品假冒伪劣猖獗，经常受到投诉[5]。为此，市场对职工商户开展教育，转变了经营观念[5]。
- 2011年10月17日，通州工商分区联合公安等部门联合公安等部门拆扣了八里桥市场部分在售猪蹄，因为这些猪蹄涉嫌是用多种化学合成物质浸泡过的“美白”猪蹄[14]。